# Georg D. Heidingsfelder
Georg D. Heidingsfelder (* 14. Oktober 1899 in Dinkelsbühl; † 26. Februar 1967 in Wennemen bei Meschede) war ein deutscher Journalist. Er engagierte sich gegen die NSDAP, wurde nach dem Krieg „selected citizen“ und setzte sich gegen die Wiederbewaffnung ein.

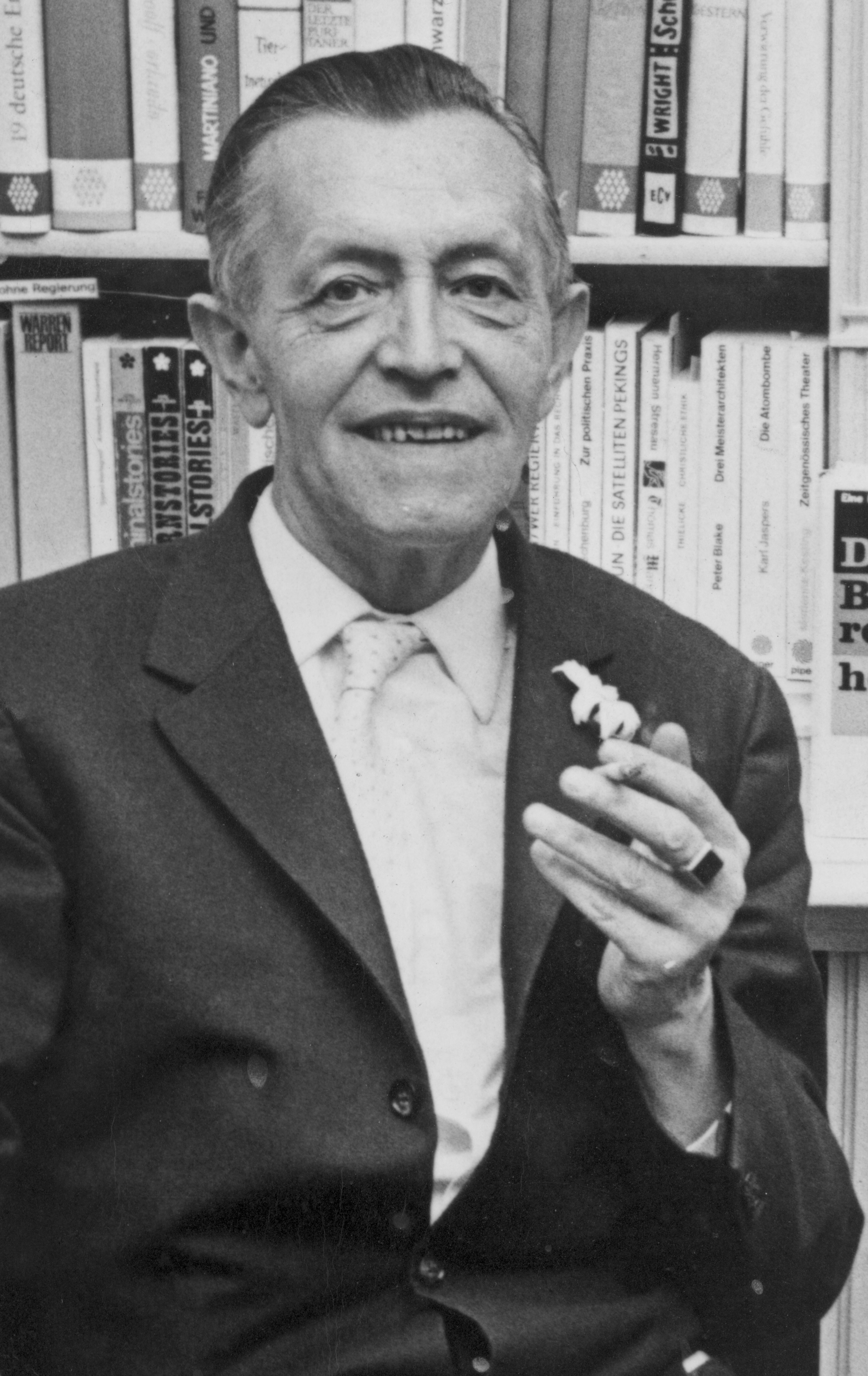
Georg D. Heidingsfelder, Datum unbekannt

## Familie
Georg Heidingsfelder wurde als Sohn eines Polizisten und einer Lehrerin in eine protestantische Familie geboren. Er wuchs in Ansbach auf und begann dort als Journalist zu arbeiten. Später konvertierte er zum Katholizismus und nahm in diesem Zusammenhang den Zusatznamen „Dismas“ an. Heidingsfelder war verheiratet mit Elisabeth Kürten, mit der er sechs Kinder bekam: Leonore, Gregor, Thomas, Elisabeth, Margret und Georg; der jüngste Sohn, Georg Heidingsfelder, machte sich als bildender Künstler und Grafiker einen Namen.

## Zeit des Nationalsozialismus
1933 musste Georg D. Heidingsfelder als NS-Gegner seine Stelle als Redakteur aufgeben und ernährte seine Familie als Bankkaufmann bei der Ländlichen Zentralbank in Meschede. Seit 1939 veranstaltete er regelmäßig katholische Abendveranstaltungen, in denen das NS-Regime scharf angegriffen wurde. Der Mescheder Pfarrvikar Franz Josef Grumpe beschrieb diese Arbeit in einem Zeugnis wie folgt:

„Herr Georg Heidingsfelder betätigte sich seit dem Jahre 1939 in der katholischen Jugendarbeit, in der er insbesondere die Jugend der oberen Klassen der höheren Schule in der katholischen ‚Weltanschauung‘ (als der Vorschule der Religion) unterwies. Dabei stand stets im Vordergrund die weltanschaulich-geistige Auseinandersetzung mit den nazistischen Mächten. Herr H. ging dieser Auseinandersetzung nicht nur nicht aus dem Wege, sondern führte sie in solch eindeutiger Schärfe, daß man um seinen Kopf Besorgnis haben mußte, falls die Schüler nicht dicht hielten. Die Partei, die von der abendlichen Schulungsarbeit Wind bekam, versuchte Herrn H. durch Entziehung der Kinderbeihilfen einzuschüchtern. Als er trotzdem seine Arbeit fortsetzte, folgten andere Druckmittel, die Herrn H. schließlich zwangen, bei der Wehrmacht unterzutauchen“

Die Gefahr, verhaftet zu werden, stieg für Heidingsfelder mit der Verschärfung der Auseinandersetzungen zwischen NS-Organisationen und katholischer Kirche. Erste kirchliche Zielscheibe der Gestapo in Meschede war die Abtei Königsmünster. 1940 musste die katholische Schule des Klosters der Stadt übergeben werden, am 19. März 1941 wurde das Kloster beschlagnahmt. Einige der Mönche wurden verhaftet, andere zur Wehrmacht eingezogen. Noch schützte Heidingsfelder das kirchliche Umfeld im stark katholisch geprägten Meschede, aber dass dieser Schutz nicht von Dauer war, wurde immer offensichtlicher.
Heidingsfelder meldete sich deshalb freiwillig zur Wehrmacht. Er wurde als Gefreiter Aufseher in einem Militärgefängnis und entwickelte dort aufgrund der Brutalität der Aufseher eine grundlegende Ablehnung von Militär und Krieg.

## Nachkriegszeit

### Selected Citizen
Nach dem Kriege wurde Heidingsfelder als NS-Gegner von den Amerikanern in Cherbourg mit 150 anderen ausgewählten, NS-kritischen deutschen Intellektuellen zum „selected citizen“ ausgebildet und gehörte damit zu einem Personenkreis, der ein demokratisches Deutschland aufbauen sollte. Er erhielt daher verschiedene Stellenangebote als Journalist, unter anderem von der Mescheder Westfalenpost und der Westfälischen Rundschau, die er jedoch aufgrund der Haltung der Presse zu Wiederbewaffnung und Wiedervereinigung ablehnte. Ein Zitat aus der Ablehnung der Stelle als Schriftleiter der Westfalenpost macht Heidingsfelders Position deutlich:
„... da ich zu denen gezählt werden wollte, die sich in dieser Wunderwelt der Prosperität als Pilger und Fremdlinge fühlen und lieber in Armut zugrunde gehen wollen, als nur ein Jota ihrer Überzeugung preiszugeben, dass dieses christliche Abendland eine Welt der Lüge ist.“

### Das Mescheder Sühnekreuz
Am 22. März 1945 wurden von einer SS-Division z.V. (zur Vergeltung) zwischen Eversberg und Meschede 80 russische und polnische Zwangsarbeiter während des Massaker im Arnsberger Wald ermordet.

„Am 28. März 1947 wurde die Einwohnerschaft des sauerländischen Meschede von der Botschaft betroffen, daß vor ihren Toren ein Massengrab ausländischer Arbeiter entdeckt worden sei. Die Ausgrabungen ergaben, daß 80 Arbeitssklaven ausländischer Herkunft am Ende des Hitler-Krieges hier verscharrt worden waren. Die Toten wiesen nach dem amtsärztlichen Befund ausnahmslos Kopfschüsse und schwere Schädelverletzungen auf, woraus zu schließen ist, daß sie gewaltsam umgebracht worden waren. Einheitliche Uniformierungen und Funde in den Taschen ergaben, daß es sich um russische und polnische Zwangsarbeiter handelte.“

Heidingsfelder und andere Mitglieder des „Arbeitsausschusses der katholischen Männergemeinschaft“ wie Pfarrvikar Grumpe und Pater Harduin, der spätere Abt des Mescheder Benediktinerklosters, beschlossen darauf, ein „Sühnekreuz“ als Zeichen für den christlichen Willen zur Sühne zu errichten. Von Anfang an wurde dieser Plan sowohl von kirchlichen Stellen als auch von vielen Bürgern scharf kritisiert. Am 4. Mai wurde das Kreuz in der Nähe der Ausgrabungsstelle aufgestellt und zu Pfingsten von Unbekannten zum ersten Mal stark beschädigt. In der Folge kam es immer wieder zu Beschädigungen durch Axthiebe, Feuer usw. Unterstützung bekam die Sühnekreuzidee aus Paderborn.

„Soweit es mir in Gesprächen möglich war, habe ich versucht, die Vorgänge um die Kreuzschändung zu erhellen. Ich muß Ihnen zum Ausdruck bringen, daß Ihr Anliegen berechtigt und notwendig ist und daß wir Christen uns nicht von der Sühnebereitschaft für eigene oder fremde Schuld dispensieren können. 
Die Beseitigung des Sühnekreuzes ist sehr zu bedauern, ja zu verurteilen, und zwar umso schärfer, als Emotionen von Völkerhaß und Vergeltungsdrang das Tun bestimmt haben. Sicher gibt es manche psychologische Gründe, welche die Ablehnung des Sühnekreuzes in den ersten Nachkriegsjahren erklären, jedoch niemals rechtfertigen können. 
Ich würde es begrüßen, wenn die Wiedererrichtung des Kreuzes in Meschede allgemeine Zustimmung fände. Die konkreten Wege für die Verwirklichung dieses meines Wunsches vermag ich von hier aus nicht zu geben.“

In Meschede führte das Sühnekreuz immer wieder zu hitzigen Diskussionen, vor allem um die Frage der Kollektivschuld. Insgesamt vier Mal wurde das Kreuz geschändet und aus seiner Verankerung gerissen. Zeitzeuge Karl Schaefer führt den Kampf vieler Mescheder gegen das Sühnekreuz auf die Angst vor russischer Rache zurück. Er schildert eine Bürgerversammlung in der Aula des Gymnasiums, in der Heidingsfelder als Initiator ausgebuht wurde, die Kirchenvertreter Grumpe und der Jesuitenpater und Papstberater Gundlach auf Ablehnung stießen.
Am Abend des 11. Juni war das Kreuz schließlich verschwunden. Auf den öffentlichen Druck hin hatten seine Errichter das stark beschädigte Kreuz an verborgener Stelle vergraben. 1981 wurde es im Rahmen der Mescheder Friedenswoche ausgegraben und in der Kirche Mariä Himmelfahrt aufgestellt.

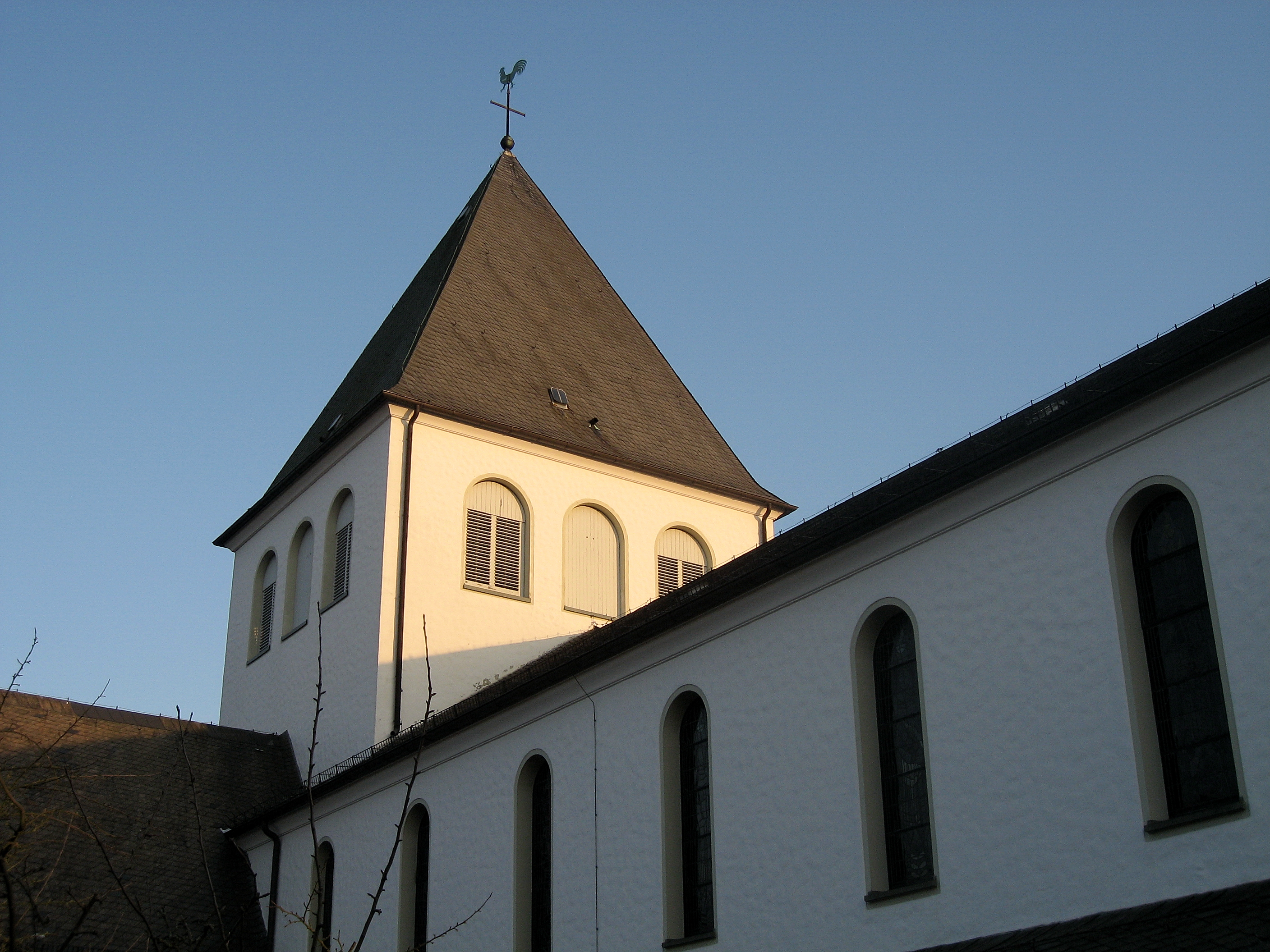
Mariä Himmelfahrt
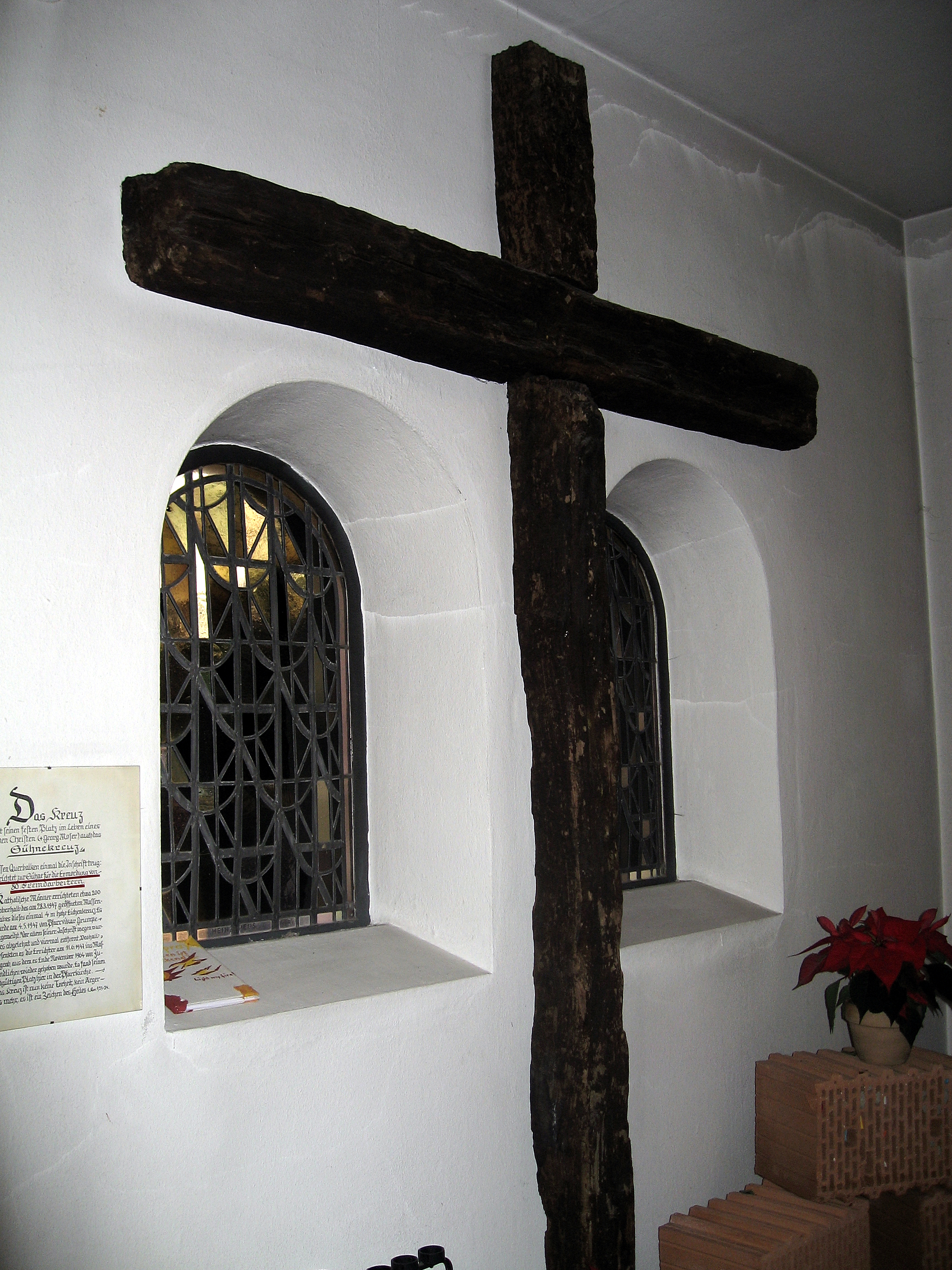
Das Sühnekreuz
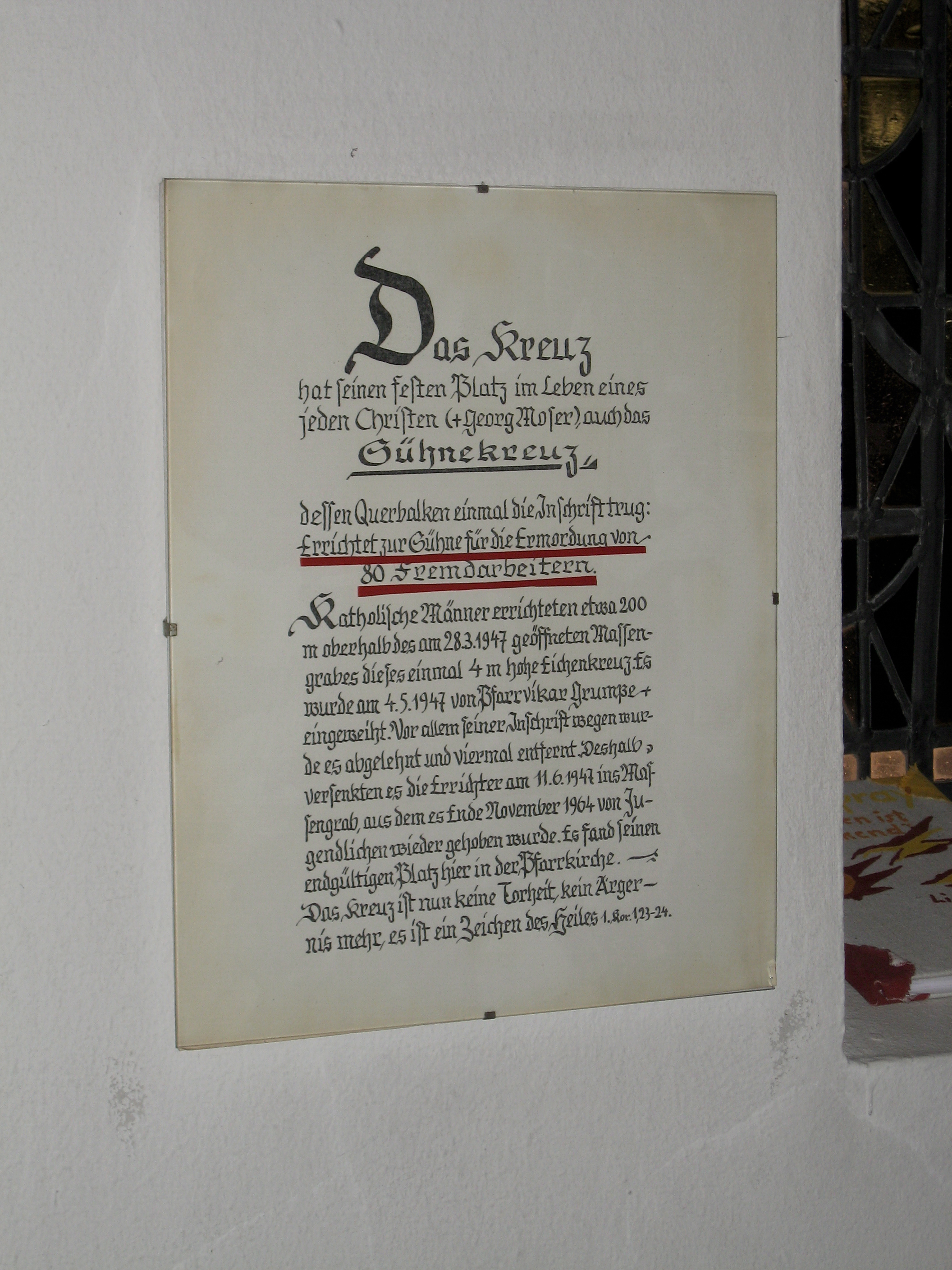
Widmung in der Kapelle

### Katholische Opposition gegen die Wiederbewaffnung
Heidingsfelder wurde zunächst Bildungsleiter der Katholischen Arbeitnehmerbewegung, legte dieses Amt aber 1950 nieder, als sich die CDU für die Wiederbewaffnung entschied. Haupteinnahmequelle waren danach Tätigkeiten als freier Journalist und Buchautor. Von 1952 bis 1953 gab er die Zeitschrift „Katholische Freiheit“ heraus. Einen Bündnispartner fand er 1951 in dem Schriftsteller Reinhold Schneider, von dem er in der „Katholischen Freiheit“ verschiedene Aufsätze veröffentlichte, und er baute Kontakte zu anderen Gegnern der Wiederbewaffnung auf.
Heidingsfelder geriet zunehmend in Schwierigkeiten, als er begann, 1951 bis 1952 auch Artikel für die Wochenzeitung Stimme des Friedens zu verfassen. Heidingsfelder wurde als Kommunist angefeindet und im konservativen Meschede zunehmend ausgegrenzt.
Die Debatte um die Wiederbewaffnung der Bundesrepublik im Rahmen der europäischen Verteidigungsgemeinschaft (EVG), die am 27. Mai 1952 realisiert wurde, führte im Vorfeld zu heftigen politischen Auseinandersetzungen. Der Innenminister der ersten Regierung der Bundesrepublik, Gustav Heinemann, trat am 9. Oktober 1950 als Minister zurück und am 14. November 1952 aus der CDU aus, am 29. November 1952 gründete er in Frankfurt die „Gesamtdeutsche Volkspartei“. Kernziele waren der Kampf gegen die Wiederbewaffnung und die Eingliederung der deutschen Teilstaaten in die verfeindeten Machtblöcke und damit die Aufgabe der Wiedervereinigung. Georg Heidingsfelder gehörte zur Gruppe der katholischen Kriegsgegner in der Partei, für die er bei der Bundestagswahl 1953 im Wahlkreis Meschede-Olpe antrat. Die Partei blieb trotz prominenter Mitstreiter ohne Erfolg.

### Späte Jahre

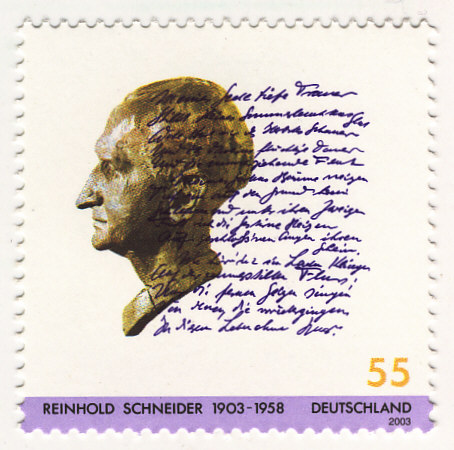
Reinhold Schneider

Als auch der Kontakt zu Reinhold Schneider abbrach, versuchte Heidingsfelder als Herausgeber der Zeitschrift Umschau im Katholizismus seinen Widerstand gegen die Wiederbewaffnung allein fortzusetzen. Von 1954 bis 1956 erschien diese Publikation. Nach dem Scheitern auch dieser Zeitschrift konnte Heidingsfelder seine Familie nicht mehr als Journalist ernähren und schlug sich als Hilfsarbeiter in Wuppertaler Fabriken durch.
Als Rentner mit geringen Mitteln musste Heidingsfelder schließlich seine Wohnung in Meschede aufgeben und verbrachte seine letzten Lebensjahre als Untermieter auf einem Bauernhof in Bockum bei Meschede. Kurz vor dem Tode beauftragte er seine Angehörigen, ein Zitat von Reinhold Schneider in seine Todesanzeige zu setzen:

„Ich habe genug gesehen für mein Billet.“

## Mundartdichtung
Georg D. Heidingsfelder verfasste Aphorismen, Gedichte und Theaterstücke in der Mundart seiner fränkischen Heimatstadt Ansbach. Dabei finden sich sowohl volkstümliche Texte zur Lebenswelt der Ansbacher als auch literarische Texte, die die Grenzen braver Heimatdichtung weit überschreiten. Als Beispiel sei hier eine kurze Passage aus Heidingsfelders Dialektbüchlein Mir san lawendi zitiert:

„Wie der Schdadtrat bschlossn khabbt hat, dass ban 'Feldzuuch geecher die Rattenplage' Giftgas in die Kanäl neibloosn wärrn soll, hat an older Ratz gsochd: 'Es wärd immer schenner, die genna ja mit unseraans um als wemmer Menschn wärn!“

## Schriften
- Peter Bürger (Hrsg.): Gesammelte Schriften. Eine Quellenedition zum linkskatholischen Nonkonformismus der Adenauer-Ära. Norderstedt 2017. – Band 1: ISBN 978-3-7431-3416-4; Band 2: ISBN 978-3-7448-2123-0 (Onlineversion)
- 1000 Worte Ansbachisch. Brügel&Sohn, Ansbach 1930.
- Thomas More, Leben und Werk. Amberg 1950.
- (Hrsg.), Der unbekannte Platen. Wiedfeld&Mehl, Ansbach 1966.
- Es Anschbacher Bichla. Ansbach o. J.
- Der Kampf zwischen Christentum und Kommunismus. Hrsg. vom Arbeitskreis für angewandte Anthropologie. Göttingen, 1956. – 71 S. – (Schriftenreihe / Arbeitskreis für Angewandte Anthropologie).
- Mir senn lawendi, Ein fränkisches Dialektbüchlein. Ansbach 1963.
- Wehrmacht und katholische Jugend [Verantwortlich: Georg Heidingsfelder]. – 2. Aufl. Krefeld 1955, 32 S.
- Vom „Selected Citizen“ zum Fabrikarbeiter. Zeitschriftenbeitrag (Quelle unbekannt).